# Рейф Файнз
Рейф Натанієль Твіслтон-Вайкгем-Файнз, Рейф Файнз (англ. Ralph Nathaniel Twisleton-Wykeham-Fiennes, [ˈreɪf ˈfaɪnz]; нар. 22 грудня 1962, Іпсвіч, Саффолк, Англія) — англійський актор, представник впливової родини промисловців, посланець доброї волі ЮНІСЕФ. Тричі номінант на премію «Оскар» за ролі у драмах «Список Шиндлера» (1993), «Англійський пацієнт» (1996) та трилері «Конклав» (2024).

## Життєпис
Батько Файнса — відомий фотограф, мати — письменниця Дженніфер Лаш. З 1973 р. сім'я живе в Ірландії.
З його п'яти братів і сестер практично всі мають відношення до кіно: наприклад, брат Джозеф Файнс виконав роль Шекспіра в оскароносній мелодрамі «Закоханий Шекспір» (1998). У 1993—1997 рр. був одружений з акторкою Алекс Кінгстон, що відома глядачеві за серіалом «Швидка допомога».
Навчався в Королівській академії драматичного мистецтва. З 1988 в трупі Королівського Шекспірівського театру. Лауреат американських театральних премій «Тоні».
У його послужному списку є і номінації на «Золоту малину» (1999, разом з Умою Турман за комедійний бойовик «Месники»). У тому ж році зіграв Онєгіна в однойменному голлівудському фільмі.
У 2017 році отримав почесне громадянство Сербії.
У 2024 році виконав головну роль декана Колегії кардиналів в детективному трилері «Конклав», за яку номінувався на всі головні премії «сезону кінонагород», зокрема «Оскар», «Золотий глобус», BAFTA та премію Гільдії кіноакторів США.

## Нагороди
Тричі номінувався на премію «Оскар» (1993, 1996, 2024).
Серед нагород:
- 2005 — Найкращий актор — «Відданий садівник» (British Independent Film Awards, Evening Standard British Film Awards, London Critics Circle Film Awards)
- 1999 — Найкращий актор — «Смак сонячного світла» (European Film Academy)
- 1993 — Найкращий актор другого плану — «Список Шиндлера» (BAFTA, National Society of Film Critics (США), New York Film Critics Circle)

## Фільмографія

### Актор
- 1990 — Небезпечна людина: Лоуренс після Аравії / A Dangerous Man: Lawrence After Arabia (ТБ) — Т. Е. Лоуренс
- 1991 — Головний підозрюваний / Prime Suspect (ТБ) — Майкл
- 1992 — Грозовий перевал / Wuthering Heights — Хіткліфф
- 1993 — Список Шиндлера /Schindler's List — Collector's Widescreen Gift Set — Амон Гет
- 1993 — Дитя Макона / The Baby of Macon — син єпископа
- 1993 — The Cormorant (ТБ) — Джон Телбот
- 1994 — Телевікторина / Quiz Show — Чарльз Ван Дорен
- 1995 — Дивні дні / Strange Days — Ленні Неро
- 1996 — Англійський пацієнт / The English Patient — граф Ласло де Алмаші
- 1997 — Оскар і Люсінда / Oscar and Lucinda — Оскар Хопкінс
- 1998 — Принц Єгипту / The Prince of Egypt (мультфільм) — голос Рамзеса
- 1998 — Месники / The Avengers — Джон Стід
- 1999 — Кінець роману / The End of the Affair — Моріс Бендрікс
- 1999 — Смак сонячного світла / Sunshine — Ігнацій Сонненшейн/Адам Сорс/Іван Сорс
- 1999 — Онєгін / Onegin — Євгеній Онєгін
- 2000 — Чудотворець / The Miracle Maker(мультфільм) — Ісус
- 2000 — How Proust Can Change Your Life (ТБ) — Марсель Пруст
- 2002 — Червоний дракон / Red Dragon — Френсіс Долархайд
- 2002 — Покоївка з Мангеттену / Maid in Manhattan/Made in New York — Крістофер Маршалл
- 2002 — Павук / Spider — Павук
- 2002 — Хороший злодій / The Good Thief — Тоні Ангел
- 2004 — Голлівуд і холокост
- 2004 — Ten Days to D-Day (ТБ)
- 2005 — Біла графиня / The White Countess — Тод Джексон
- 2005 — Чамскраббер / The Chumscrubber — мер Майкл Еббс
- 2005 — Воллес і Громіт: Прокляття кролика-перевертня / Wallace & Gromit in The Curse of the Were-Rabbit (мультфільм) — голос Віктора Квотермейна
- 2005 — Відданий садівник / The Constant Gardener — Джастін Квейл
- 2005 — Хромофобія / Chromophobia — Стівен Туллоч
- 2005 — Гаррі Поттер і Келих вогню / Harry Potter and the Goblet of Fire — Волдеморт
- 2006 — Країна сліпих /Land of the Blind — Джо
- 2007 — Гаррі Поттер і орден Фенікса / Harry Potter and the Order of the Phoenix — Волдеморт
- 2007 — Бернард і Доріс / Bernard and Doris — Бернард Лафферті
- 2008 — Хто вбив Норму Барнс / Who Killed Norma Barnes?
- 2008 — Залягти на дно в Брюгге / In Bruges — Гаррі Вотерс
- 2008 — The Gifted
- 2008 — Читець / The Reader — старший Майкл Берг
- 2008 — Герцогиня / The Duchess — герцог Девонширський
- 2008 — Володар бурі / The Hurt Locker — Керівник групи доставки
- 2009 — Гаррі Поттер і Напівкровний принц / Harry Potter and the Half-Blood Prince —Волдеморт
- 2010 — Битва титанів / Clash of the Titans — Аїд
- 2010 — Моя жахлива няня 2 / Nanny McPhee returns — Лорд Грей
- 2010 — Гаррі Поттер та Смертельні Реліквії: частина 1 / Harry Potter and the Deathly Hallows — Part 1 — Волдеморт
- 2011 — Коріолан — Гней Марцій Коріолан
- 2011 — Гаррі Поттер та Смертельні Реліквії: частина 2 / Harry Potter and the Deathly Hallows — Part 2 — Волдеморт
- 2011 — Восьма сторінка / Page Eight — Алек Біслі (прем'єр-міністр Великої Британії)
- 2012 — Скайфолл — Гарет Маллорі
- 2012 — Гнів Титанів — Аїд
- 2012 — Великі сподівання — Мегвіч
- 2013 — Невидима жінка — Чарлз Дікенс / режисер
- 2014 — Готель «Гранд Будапешт» — мосьє Ґустав
- 2015 — 007: Спектр — Гарет Маллорі
- 2015 — Великий сплеск — Гаррі Гоукс
- 2016 — Аве, Цезар! — Лоренс Лоренц
- 2016 — Кубо і легенда самурая — Місячний король / Рейден (голос)
- 2017 — Lego Фільм: Бетмен — Альфред Пенніворт (голос)
- 2018 — Голмс та Ватсон — професор Моріарті
- 2019 — Lego Фільм 2 — Альфред Пенніворт
- 2019 — Державні таємниці — Бен Еммерсон
- 2020 — Дулітл — тигр Баррі (голос)
- 2021 — 007: Не час помирати — Гарет Маллорі
- 2021 — Kingsman: Велика гра — Герцог Оксфордський
- 2022 — Меню — шеф-кухар Словік
- 2023 — Чудова історія Генрі Шугара — Роальд Дал
- 2024 — Конклав — декан Колегії кардиналів Томас Лоуренс
- 2024 — Повернення — Одіссей
- 2025 — 28 років по тому — доктор Ієн Келсон
- 2025 — Хор — доктор Гатрі
- 2026 — 28 років потому: Кістяний храм — доктор Ієн Келсон

Камео
- 2006 — Alberto Iglesias, el músico fiel (ТБ)
- 2006 — XX premios Goya (ТБ)
- 2002 — Відображення зла
- 1996 — 2001 — Mundo VIP (телесеріал)

### Відеоігри
| Рік  | Назва                        | Роль           | Примітка |
| ---- | ---------------------------- | -------------- | -------- |
| 2005 | Гаррі Поттер і келих вогню   | Лорд Волдеморт | Голос    |
| 2007 | Гаррі Поттер і Орден фенікса | Лорд Волдеморт | Голос    |

### Режисер
- 2011 — Коріолан — фільм-учасник позаконкурсної програми 61-го Берлінського МКФ
- 2013 — Невидима жінка
- 2018 — Нуреєв. Білий ворон